# Wangtai, Fujian
Wangtai (kinesiska: 王台) är en köping i sydöstra Kina. Den ligger i stadsdistriktet Yanping i staden Nanping i provinsen Fujian, omkring 150 kilometer nordväst om provinshuvudstaden Fuzhou. Antalet invånare är 16 306. Befolkningen består av 8 040 kvinnor och 8 266 män. Barn under 15 år utgör 19,0 %, vuxna 15-64 år 68 %, och äldre över 65 år 12,0 %.